# ويلبر هوارد
ويلبر هوارد (بالإنجليزية: Wilbur Howard)‏ هو لاعب كرة قاعدة أمريكي، ولد في 8 يناير 1949 في لويل في الولايات المتحدة.

## وصلات خارجية
- ويلبر هوارد على موقعبيزبول رفرنس.كوم (الدوري الرئيسي) (الإنجليزية)
- ويلبر هوارد على موقعبيزبول رفرنس.كوم (الدوري الثانوي) (الإنجليزية)